# Isabelle Demers
Pour les articles homonymes, voir Demers.
 (Juillet 2023).
Isabelle Demers, née en 1982 à Montréal, est une organiste québécoise.

## Biographie
Elle commence l'étude du piano à six ans avec Mme France David. Entrée au Conservatoire de musique de Montréal à 11 ans, elle poursuit en piano avec Madeleine Bélanger et Raoul Sosa. Début des études d’orgue à 16 ans, en privé avec Yves Garand. L’année suivante, parallèlement au piano, elle poursuit l’orgue avec Jean Le Buis et Régis Rousseau. Elle fait son concours en piano et en orgue au printemps 2003. 
Durant son séjour au Conservatoire, elle se mérite de nombreux prix, parmi lesquels le deuxième prix du Concours de l’Orchestre symphonique de Montréal en 2000. Elle est également récipiendaire de plusieurs bourses des fondations Wilfrid-Pelletier et McAbbie pour l’excellence de ses résultats académiques.
En 2003, elle obtient une bourse du Conseil des Arts du Canada pour étudier le piano à l’École normale de musique de Paris Alfred-Cortot durant un an. Ayant décidé d’abandonner le piano pour se consacrer à l’orgue, elle auditionne en 2004 à la Juilliard School de New York pour y faire sa maîtrise : elle entre dans la classe de Paul Jacobs (en). Elle gradue en 2006, en même temps que Daniel Sullivan, Chelsea Chen et Cameron Carpenter. Elle s’est méritée la bourse Godfrey Hewitt en 2006. Sous la supervision de Carl Schachter, elle poursuit ses études de doctorat sur les motifs utilisés par Bach dans la Passion selon Saint Jean.
Durant ses études à Juilliard, elle est organiste adjointe à la Trinity Church de Wall Street à New York et participe à plusieurs concours : Miami, Arthur-Poister (Syracuse), Dublin, CCO, NYACOP, Jordan. Elle joue à la convention nationale 2008 de l’American Guild of Organists, à Minneapolis, et à celle de Washington en 2010.
À la suite de sa participation au concours national du Collège royal canadien des organistes (CRCO/RCCO) en 2005, elle est invitée à jouer à la convention de 2009 à Toronto.
Elle est l’organiste invitée à la convention de l’American Institute of Organbuilders and International Society of Organbuilders (AIO-ISO) tenue à Montréal en août 2010.
Elle joue partout au Québec, au Canada et aux États-Unis et est régulièrement invitée à jouer à la basilique Notre-Dame de Montréal.

## Enregistrements
- The new and the old – l’ancien et le nouveau, Acis APL 42386 (2010): J. S. Bach, Prélude et fugue en ré majeur BWV 532 – Prokofiev, 7 pièces du ballet Roméo et Juliette (transc. Isabelle Demers) – Reger, Introduction, Variations et Fugue sur un thème original, Op. 73, à l’orgue Marcussen (1995) de la chapelle St. Augustine de l’école Tonbridge, Tonbridge (Angleterre).

## Sources et références
- Mixtures no 33, Auto-entrevue (novembre 2010), p. 12-14.
- Mixtures no 34, Auto-entrevue, 2e partie (mai 2011), p. 5-7.
- Site personnel
- Encyclopédie canadienne Le Collège royal canadien des organistes (CRCO).

### À voir et entendre
- YouTube Isabelle Demers joue sa transcription de la Danse des chevaliers de Roméo et Juliette de Prokofiev
- YouTube Isabelle Demers joue Meditation on Captain Kidd de James Blachly, extrait d'un récital à l'orgue numérique Marshall & Ogletree de la Trinity Church de Wall Street, New York, le 5 mai 2011.
- Youtube Isabelle Demers joue sa transcription du 2e mouvement de la 5e Symphonie de Mendelssohn
- Youtube Isabelle Demers joue l'Étude héroïque de Rachel Laurin